# گوویند پرومال
گوویند پرومال (انگلیسی: Govind Perumal; ۲۵ سپتامبر ۱۹۲۵ – ۱۷ سپتامبر ۲۰۰۲) بازیکن هاکی روی چمن اهل هند بود.
وی به‌همراه تیم ملی هاکی روی چمن مردان هند به مقام قهرمانی در بازی‌های المپیک تابستانی ۱۹۵۲ و ۱۹۵۶ دست پیدا کرده‌است.